# Katrina McClain Johnson
Katrina Felicia McClain Johnson (ur. 19 września 1965 w Charleston) – amerykańska koszykarka występująca na pozycji skrzydłowej, dwukrotna mistrzyni olimpijska, świata, Igrzysk Dobrej Woli, członkini kilku różnych galerii sław koszykówki.

## Osiągnięcia
Na podstawie, o ile nie zaznaczono inaczej.

### NCAA
- Wicemistrzyni NCAA (1985)
- Uczestniczka turnieju NCAA (1985–1987)
- Mistrzyni:
  - turnieju konferencji Southeastern (SEC – 1984, 1986)
  - sezonu regularnego SEC (1986)
- Zawodniczka Roku:
  - NCAA (1987 według WBCA)
  - Konferencji Southeastern (SEC – 1987)
- Laureatka:
  - Honda Sports Award (1987)
  - SEC Freshman of the year (1985 – najlepsza pierwszoroczna zawodniczka konferencji Southeastern)
- Zaliczona do:
  - I składu:
    - All-America (1986, 1987)
    - turnieju SEC (1984, 1986)
    - debiutantek:
      - SEC (1985)
      - NCAA (1985)
- Drużyna Georgia Lady Bulldogs zastrzegła należący do niej numer

### Drużynowe
- Mistrzyni:
  - Hiszpanii (1994, 1995)
  - Turcji (1996)
- Wicemistrzyni Euroligi (1994, 1995)
- Zdobywczyni pucharu:
  - Hiszpanii (1994, 1995)
  - Turcji (1996)

### Indywidualne
- Uczestniczka meczu gwiazd ABL (1998)
- Wybrana do:
  - galerii sław:
    - Żeńskiej Koszykówki (2006)
    - im. Jamesa Naismitha (2012)
    - sportu:
      - stanu:
        - Georgia (2005)
        - Karoliny Południowej (2006)

      - szkół średnich w USA (2010)

  - UGA Athletics' Circle of Honor (1997)
- Liderka Euroligi w zbiórkach (1993, 1994)

### Reprezentacja
- Mistrzyni:
  - świata (1986, 1990)
  - olimpijska (1988, 1996)
  - Igrzysk Dobrej Woli (1986, 1990)
  - igrzysk panamerykańskich (1987)
- Wicemistrzyni uniwersjady (1985)
- Brązowa medalistka:
  - mistrzostw świata (1994)
  - olimpijska (1992)
  - igrzysk panamerykańskich (1991)
- Koszykarka Roku - USA Basketball’s Female Athlete of the Year (1988, 1992)
- Zaliczona do I składu mistrzostw świata (1994)
- Liderka igrzysk olimpijskich w skuteczności rzutów z gry (1996 – 73,9%)[7]